# Comté de Gibson (Tennessee)
Pour les articles homonymes, voir Comté de Gibson et Gibson.
Le comté de Gibson est un comté de l'État du Tennessee, aux États-Unis.